# Jóhann Jóhannsson
Jóhann Gunnar Jóhannsson (ur. 19 września 1969 w Reykjavíku, zm. 9 lutego 2018 w Berlinie) – islandzki kompozytor filmowy. Pierwszy islandzki laureat Złotego Globu w kategorii najlepsza muzyka. Nagrodę zdobył za ścieżkę dźwiękową skomponowaną do filmu Teoria wszystkiego (2015). Za muzykę do tego filmu, oraz Sicario zdobył nominacje do Oscara.

## Życiorys
Urodził się w Reykjavíku. W wieku 11 lat zaczął grać na fortepianie i puzonie. Potem przerwał swoją pasję dla studiowania literatury i języków. Po studiach wrócił do muzykowania i zaczął grać w różnych zespołach rockowych.
Był także solowym artystą. Jego pierwszym albumem był Englabörn wydany w 2002 roku. Dwa lata później okazała się płyta Virðulegu Forsetar. Następnie, w kolejności dwóch lat ukazały się albumy IBM 1401, A User's Manual i Fordlândia, a w 2011 roku The Miners' Hymns.
W 2016 roku podpisał kontrakt z Deutsche Grammophon, za którego pośrednictwem wydał album Orphée.
Mieszkał i tworzył w Berlinie.
9 lutego 2018 został znaleziony martwy w swoim apartamencie w Berlinie. Zmarł w wieku 48 lat. Przyczyną śmierci było przedawkowanie kokainy, zażywanej równolegle z lekami.

## Styl Jóhanna
Jóhann często łączył elektronikę z klasycznym brzmieniem orkiestry. Kiedy występował na żywo, najczęściej zespół muzyków liczył sześć osób. Na scenie pojawiały się wtedy altówka, skrzypce i wiolonczela, ale przy obecności perkusji.
Kitty Empire stwierdziła na łamach brytyjskiego tygodnika The Observer, że jego twórczość trudno sklasyfikować: „To coś pomiędzy nastrojową muzyką klasyczną a eksperymentalnymi ścieżkami dźwiękowymi”. Jóhann natomiast twierdził, że „przyczepianie etykietek, na czym niektórym zdaje się tak zależeć, nie jest potrzebne”.

## Dyskografia
| Rok  | Tytuł                     | Wydawnictwo         |
| ---- | ------------------------- | ------------------- |
| 2002 | Englabörn                 | Touch               |
| 2004 | Virðulegu Forsetar        | Touch               |
| 2006 | IBM 1401, A User's Manual | 4AD                 |
| 2008 | Fordlândia                | 4AD                 |
| 2011 | The Miners' Hymns         | Fat Cat Records     |
| 2016 | Orphée                    | Deutsche Grammophon |

## Filmografia
Źródło: Filmweb
- 2013: Labirynt
- 2014: Teoria wszystkiego
- 2015: Sicario
- 2016: Nowy początek